# Lugan (Aveyron)
Lugan (okzitanisch: Luganh) ist eine französische Gemeinde mit 359 Einwohnern (Stand: 1. Januar 2022) im Département Aveyron in der Region Okzitanien (vor 2016 Midi-Pyrénées). Sie gehört zum Arrondissement Villefranche-de-Rouergue und zum Kanton Lot et Montbazinois. Die Einwohner werden Luganais genannt. 

## Geografie
Lugan liegt etwa 39 Kilometer westnordwestlich von Rodez. Umgeben wird Lugan von den Nachbargemeinden Aubin im Norden, Auzits im Osten, Bournazel im Osten und Südosten, Roussennac im Süden, Montbazens im Westen sowie Valzergues im Nordwesten.

## Bevölkerungsentwicklung
| Jahr                       | 1962 | 1968 | 1975 | 1982 | 1990 | 1999 | 2006 | 2019 |
| Einwohner                  | 423  | 414  | 363  | 337  | 313  | 314  | 324  | 347  |
| Quellen: Cassini und INSEE |      |      |      |      |      |      |      |      |

## Sehenswürdigkeiten
- Kommende des Johanniterordens mit Kirche
- Schloss La Garinie
- Schloss Montalègre
- vier Mühlen

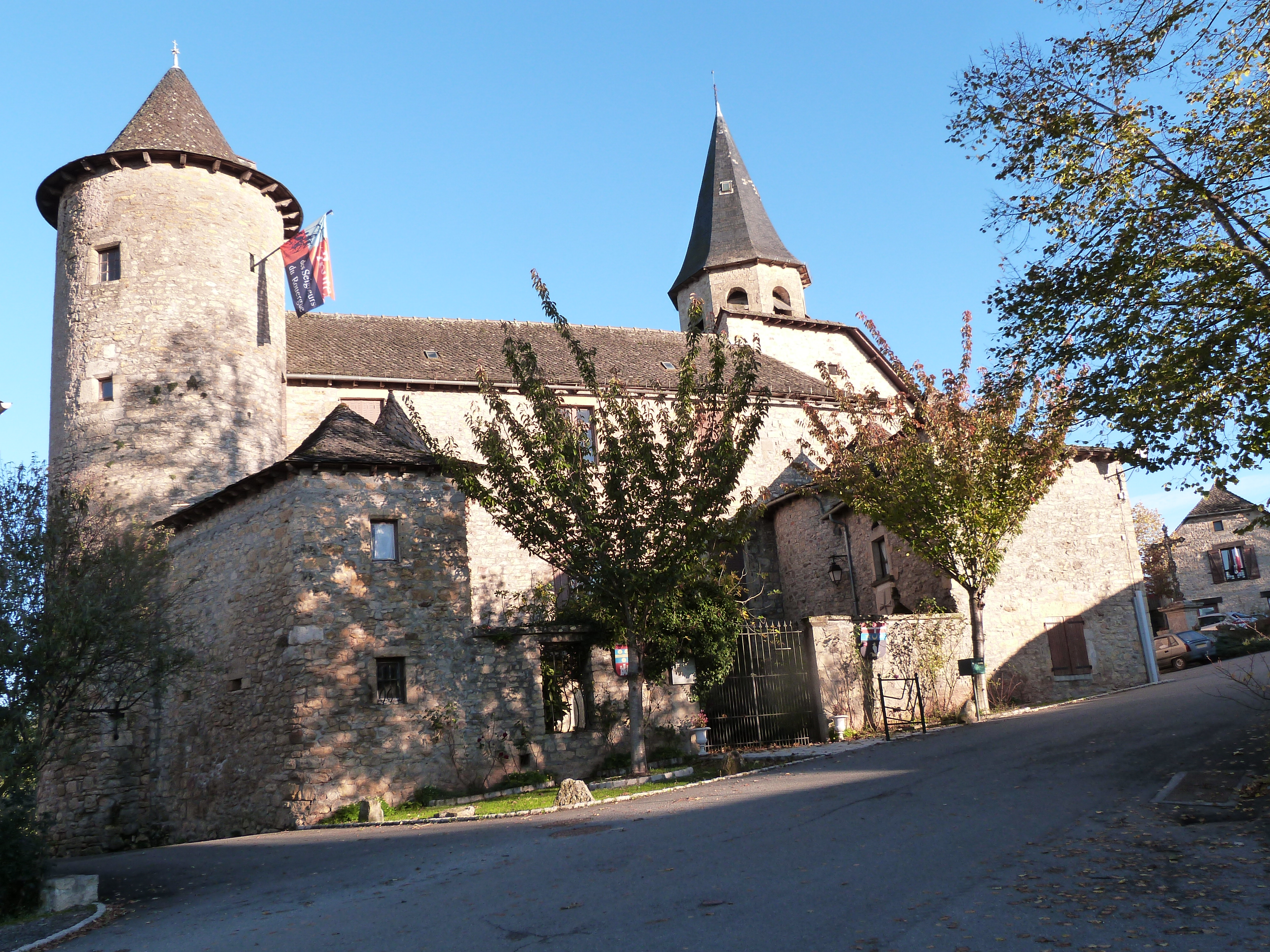
Kommende mit Kirche
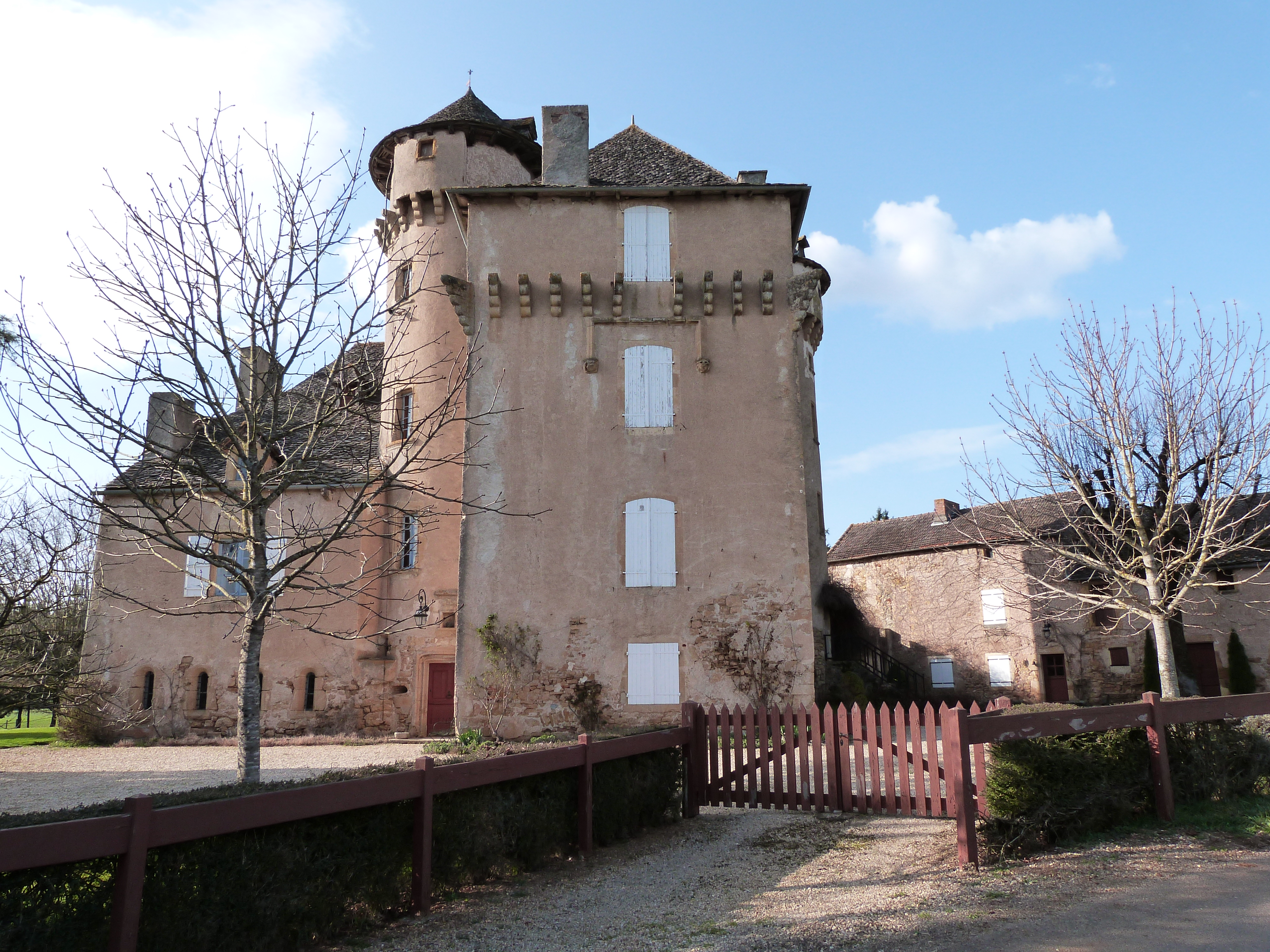
Schloss La Garinie